# Лугано
Лугано (итал. Lugano, ломбард. Lügan, фр. Lugano) је девети по величини град у Швајцарској. Лугано  припада једином италијанском кантону у држави, кантону Тичино, где је највећи град и најважније привредно средиште, али не и управно седиште кантона (то је мања Белинцона).
Лугано је данас средиште италијанске заједнице у Швајцарској.

## Природне одлике
Лугано се налази на крајњем југу Швајцарске, свега 6 км од Италије. Од најближег већег града, Милана град је удаљен 80 км, а од главног града Берна 250 км.
Лугано се налази на истоименом Луганском језеру, на надморској висини од око 270 m. Град је саграђен на платоу на северозападној страни језера. Изнад града се стрмо издижу Алпи.
Клима у Лугану је умерено континентална.
Лугано се налази на Луганском језеру, једном од највећих језера у држави.

## Историја
Подручје Лугана било је насељено још у време праисторије и Старог Рима, али није имало изразитији значај.
Током раног средњег века на подручју данашњег града је подигнута црква од стране свештенства из Комоа. Око манастира се у следећем раздобљу изродило насеље, које већ у 10. века добија назнаке града, да би градска права стекло 1209. године. У следећим вековима град је био у сенци ближих и моћнијих Милана и Комоа.
Године 1513. град и околина потпадају под утицај Швајцарске конфедерације и ово стање ће се задржати до данас изузев неколико година током Наполеонових ратова.
Током 19. века Лугано је почео да се развија и да јача економски. Ово благостање се задржало до дан-данас.

## Становништво
Године 2008. Лугано је имао око 57.000 становника или 3 пута више него на почетку прошлог века.
Швајцарски Италијани чине традиционално становништво града и италијански језик је званични у граду и кантону, а град Лугано је највеће насеље у држави где је италијански језик већински матерњи језик. Међутим, градско становништво је током протеклих неколико деценија постало веома шаролико, тако да данас италијански говори 80,3% градског становништва, а прате га немачки и српскохрватски језик.
Месни Италијани су од давнина римокатолици. Међутим, последњих деценија у граду се знатно повећао удео других вера. И данас су грађани махом римокатолици, али ту живе и мањински протестанти, атеисти, муслимани и православци.

## Привреда
Лугано је важно културно, туристичко, трговачко и индустријско средиште јужне Швајцарске. Од индустријских грана град је познат по дуванској, прехрамбеној, текстилној и папирној индустрији.
Лугано је и важно банкарско средиште, треће по значају у Швајцарској (после Цириха и Женеве).

## Знаменитости града
Лугано је данас један од најпосећенијих градова у Швајцарској. Град има добро очувано старо градско језгро са неколико тргова, старим кривудавим улицама, велелепним црквама и палатама.
Најпознатије грађевине:
- Катедрала светог Лаврентија (Cattedrale di San Lorenzo), грађена од 9. века,
- Црква свете Марије од анђела (Chiesa di Santa Maria di Angelo), из 16. века,
- Градски парк,
- Вила Ћани,
- Трг Реформа,
- Вила Фаворита.

Град је и познато лечилиште.